# Kanton Carcassonne-2-Nord
Der Kanton Carcassonne-2-Nord war bis 2015 ein französischer Wahlkreis im Arrondissement Carcassonne, im Département Aude und in der Region Languedoc-Roussillon. Er umfasste den nördlichen Teil der Stadt Carcassonne und die Gemeinde Pennautier. Er entstand 1997 durch Aufteilung des größeren Kantons Carcassonne-2 und wurde im März 2015 wieder aufgelöst, als die Wahlkreise frankreichweit neu eingeteilt wurden.

## Gemeinden
| Gemeinde      | Einwohner            | Code postal | Code Insee |
| ------------- | -------------------- | ----------- | ---------- |
| Carcassonne * | 11.355 (Stand: 2013) | 11400       | 11076      |
| Pennautier    | 2451 (Stand: 2013)   | 11610       | 11279      |

* entspricht einem Teilbereich